# Evžen Vohák
Evžen Vohák (* 15. března 1975) je bývalý český fotbalista, záložník.

## Fotbalová kariéra
V české lize hrál za FK Dukla Praha a SK Dynamo České Budějovice. V české lize nastoupil ke 13 utkáním. Kariéru končil v FK GGS Arma Ústí nad Labem, FK Jiskra Otavan Třeboň a v nižších rakouských soutěžích.

## Ligová bilance
| Ročník                            | Zápasy | Góly | Klub                       |
| --------------------------------- | ------ | ---- | -------------------------- |
| 1. česká fotbalová liga 1993/1994 | 1      | 0    | SK Dynamo České Budějovice |
| 1. česká fotbalová liga 1993/1994 | 12     | 0    | FK Dukla Praha             |
| Česká fotbalová liga 1994/1995    | -      | 0    | FK Dukla Praha             |
| 2. česká fotbalová liga 1995/1996 | 20     | 0    | FK GGS Arma Ústí nad Labem |
| 2. česká fotbalová liga 1996/1997 | 20     | 0    | FK GGS Arma Ústí nad Labem |
| Česká fotbalová liga 1997/1998    | -      | 0    | FK Jiskra Otavan Třeboň    |
| CELKEM 1. liga                    | 13     | 0    |                            |